# Broad Street, Oxford
Broad Street är en bred huvudgata i centrala Oxford, England, belägen i norra delen av den historiska innerstaden. Gatan löper från gågatan Cornmarket Street i väster till korsningen med Catte Street/Parks Road i öster.
Omkring gatans östra del ligger flera av Oxfords universitets centrala byggnader: Balliol College, Trinity College, Exeter College, gamla Ashmolean Museum-byggnaden som idag inrymmer Museum of the History of Science,  Clarendon Building, universitetsaulan Sheldonian Theatre och Weston Library-byggnaden som utgör en del av Bodleianska biblioteket.
Broad Street kallades tidigare Horsemonger Street, då den fungerade som Oxfords hästmarknad, och löpte längs den norra utsidan av Oxfords ursprungliga stadsmur, uppförd år 911. De protestantiska Oxfordmartyrerna Hugh Latimer, Nicholas Ridley och Thomas Cranmer brändes på bål här utanför stadsmuren 1555 respektive 1556, på en plats framför Balliol College som idag är utmärkt med ett kors i gatan. Gatans äldsta pub, The White Horse, uppfördes omkring år 1600. Omkring samma tid revs den då föråldrade stadsmuren för att ge plats åt tomtmark längs gatans södra sida.
Gatan är känd för sina bokhandlare och här ligger bland annat bokhandelskedjan Blackwell's moderbutik, grundad 1879.